# Motvind
Motvind är en svensk rockgrupp inom proggrörelsen som bildades i Göteborg 1974. Under 10 år fram till 1984 hade man gjort ett stort antal liveframträdanden och även medverkat i en rad TV- och radioprogram.

## Historik
Det första albumet Motvind medverkade på var samlingsalbumet Nacksving - Ett samlat grepp från Götet med låtarna "Fikapaus" och "Feta snutar" som gavs ut av det nystartade skivbolaget Nacksving 1975.
Det första egna albumet Känn dej blåst kom hösten 1976. År 2017 medverkade Motvind på Sweden Rock Festival och på Fadimegalan i Göteborgs Konserthus Stenhammarsal då föreningen GAPF (Glöm Aldrig Pela och Fadime) arrangerade en gala mot hedersförtryck.

## Diskografi

### Studioalbum
- 1976 – Känn dej blåst!
- 1977 – Jo Jo Ja Ja
- 1978 – Motvind
- 1980 – Snacka går ju...
- 1981 – Hjärta av stål
- 1983 – Kamikaze

### EP
- 1996 – Bara en sommar (1996)

### Singlar
- 1979 – "Plockepinn" / "Törst"
- 1980 – "Mr X" / "Som i en dimma"
- 1981 – "Nu vill jag leva" / "Spökskeppet"
- 1981 – "Tilt" / "Som i en dimma"
- 1983 – "Kamikaze" / "Zombie"

### Samlingsalbum
- 1996 – Stormvarning
- 2008 – Innan stormen

### Samlingar (diverse artister)
- 1975 – Nacksving – Ett samlat grepp
- 1977 – Fristil
- 1997 – 100% Adrenalin